# Cicloramfins
Cycloramphinae és una subfamília de granotes de la família Leptodactylidae.

## Gèneres
- Crossodactylodes
- Crossodactylus
- Cycloramphus
- Hylodes
- Megaelosia
- Paratelmatobius
- Rupirana
- Scythrophrys
- Thoropa
- Zachaenus